# M.J. Stewart
Marvin Lee Stewart Jr. (Arlington, Virginia, 16 de septiembre de 1995) más conocido como M.J. Stewart, es un jugador profesional estadounidense de fútbol americano que se desempeña en la posición de safety en Houston Texans, equipo de la National Football League (NFL).

## Carrera
Fue seleccionado en la segunda ronda en la Reunión Anual de Selección de Jugadores de la NFL de 2018. Hizo su debut profesional con el equipo Tampa Bay Buccaneers, en el cual jugó dos temporadas (2018-2020), después pasó a Cleveland Browns (2020-2022), luego a Houston Texans, donde lleva jugando dos temporadas.